# Widdle Warrick
Widdle Warrick, becenevén Willy a Csillagok háborúja elképzelt univerzumának egyik ewok szereplője.

## Leírása
Widdle Warrick az ewokok fajába tartozó férfi, aki a Világos fa falu (Bright Tree Village) településfa egyik harcosa. Testét barna szőrzet borítja, azonban az arcai fehéresek. Szemszíne fekete. Fején és vállain az ewokokra jellemző csuklyát visel.

## Élete
Ez az ewok, akár a többi fajtársa, az Endor bolygó erdőholdján született és él. Deej és Shodu második legidősebb fia; két fiútestvére (Weechee és Wicket) és egy húga (Winda) van. Dédapja a nagy harcos, Erpham Warrick volt, akiről feltételezik, hogy Erő-érzékeny is volt.
Widdle és Weechee gyakran összekaptak és birkóztak különböző okokból. Gyerek- és fiatalkorában a faluja gyakran gyávának tartotta őt, azonban Willy részt vett az endori csatában, ahol Csubakkával és egy ewok harcostársával, Wunkával együtt megszerezték az AT-ST 2-t.
Egyszer, amikor Deej a fiaival halászni volt, véletlenül megvágta magát egy halálos rokna fagombával. Logray sámán főzeléket akart készíteni neki, de előbb be kellett szerezni a hozzávalókat. Willy és testvérei elmentek hát a gyűjtőútra. A gyűjtés alatt Deej második fia, egy lámpa madár tollát szerezte meg.
Wicket testvére is részt vesz Mace és Cindel Towani szüleinek a kiszabadításában; azonban ő, az öccse, Wicket és Cindel, mivel még gyerekek, hátrább maradnak, amikor a többiek a goraxszal megküzdenek.

## Megjelenése a filmekben, rajzfilmekben
Widdle-t „A jedi visszatér” című filmben láthatjuk először, az endori csata közben. Továbbá két TV filmben is kapott szerepet: „A bátrak karavánja” (The Ewok Adventure) és a „Harc az Endor bolygón” (Ewoks: The Battle for Endor) címűekben. A „ Star Wars: Ewoks” rajzfilmsorozat néhány részében is szerepel.

## Fordítás
- Ez a szócikk részben vagy egészben a Widdle Warrick című Wookieepedia-szócikk fordítása. Az eredeti cikk szerkesztőit annak laptörténete sorolja fel.